# RTL-L'Équipe
RTL-L’Équipe, La radio du sport et de l'information, est une radio numérique française de sport qui diffuse sur Internet et appartient au RTL Group.

## Historique
Cette radio est née de la collaboration entre RTL, première radio de France, et L’Équipe, premier quotidien sportif de France. Elle a obtenu le 27 mai 2009 l'autorisation d'émettre en numérique dans trois villes de France, Paris, Marseille et Nice. Le CSA a cependant prévu de diffuser une nouvelle liste de villes concernées par le projet de la radio numérique terrestre, l'équivalent radio de la TNT qui devait être mis en place au 1er janvier 2010. Teddy Riner, champion du monde et d'Europe de judo, médaillé de bronze lors des Jeux Olympiques de Pékin, est le parrain de la radio.
RTL-L’Équipe a fêté son premier anniversaire le 8 octobre 2008 au Salon de l'Automobile avec de nombreuses personnalités dont le parrain Teddy Riner. Dans cette première année, l'audience de RTL-L'Équipe a été multipliée par 3. Elle bénéficie d'une programmation spéciale d'octobre 2007 à juin 2011.
RTL-L’Équipe assure la couverture des évènements sportifs mondiaux (football, rugby, tennis, basket-ball, handball, volley-ball, ski, cyclisme, automobile, natation, judo).
RTL ayant abandonné la RNT, RTL-L’Équipe a cessé de diffuser ses programmes en 2012.